# Felipe Amaral
Felipe Amaral Casarin Damasceno (Campinas, 8 luglio 2003) è un calciatore brasiliano, centrocampista dell'América-MG.

## Carriera
Amaral è cresciuto nel settore giovanile del Ponte Preta dove ha iniziato a giocare nel 2013 all'età di dieci anni. Ha debuttato in prima squadra il 9 aprile 2022 nell'incontro di Série B pareggiato 0-0 contro il Grêmio ed è subito diventato un punto fermo nel centrocampo del club bianconero. Ha segnato il suo primo gol il 29 settembre seguente, nell'incontro casalingo perso 4-1 contro il Cruzeiro.
Il 23 gennaio 2024 è stato ceduto a titolo definitivo all'América-MG.

## Statistiche
Statistiche aggiornate al 11 agosto 2024.

### Presenze e reti nei club
| Stagione        | Squadra         | Campionato      | Campionato | Campionato | Coppe nazionali | Coppe nazionali | Coppe nazionali | Coppe continentali | Coppe continentali | Coppe continentali | Altre coppe | Altre coppe | Altre coppe | Totale | Totale | Totale |
| Stagione        | Squadra         | Comp            | Pres       | Reti       | Comp            | Pres            | Reti            | Comp               | Pres               | Reti               | Comp        | Pres        | Reti        | Pres   | Reti   |        |
| --------------- | --------------- | --------------- | ---------- | ---------- | --------------- | --------------- | --------------- | ------------------ | ------------------ | ------------------ | ----------- | ----------- | ----------- | ------ | ------ | ------ |
| 2020            | Ponte Preta B   |                 | -          | -          |                 | -               | -               |                    | -                  | -                  | CP          | 1           | 0           | 1      | 0      |        |
| 2022            | Ponte Preta     | A1/SP+B         | 0+32       | 0+1        | CB              | 0               | 0               |                    | -                  | -                  |             | -           | -           | 32     | 1      |        |
| 2023            | Ponte Preta     | A1/SP+B         | 19+30      | 0+1        | CB              | 2               | 0               |                    | -                  | -                  |             | -           | -           | 51     | 1      |        |
| 2024            | Ponte Preta     | A1/SP           | 1          | 0          | CB              | 0               | 0               |                    | -                  | -                  |             | -           | -           | 1      | 0      |        |
| 2024            | América-MG      | M1/MG+B         | 5+13       | 0          | CB              | 1               | 0               |                    | -                  | -                  |             | -           | -           | 19     | 0      |        |
| Totale carriera | Totale carriera | Totale carriera | 100        | 2          |                 | 3               | 0               |                    | -                  | -                  |             | 1           | 0           | 104    | 2      |        |

## Palmarès

### Club

#### Competizioni statali
- Campeonato Paulista Série A2: 1

Ponte Preta: 2023